# Franjo Maixner

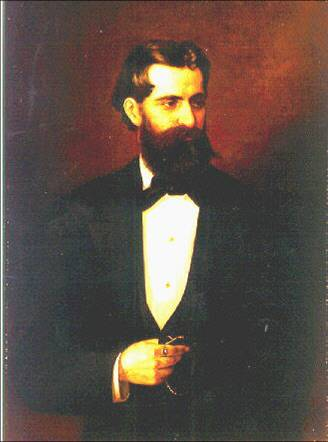
Franjo Maixner, 1880 obraz Ferdo Quiquereza

Franjo Maixner (ur. 4 sierpnia 1841 w Osijek, zm. 2 marca 1903 w Zagrzebiu) – chorwacki profesor oraz rektor Uniwersytetu w Zagrzebiu.
Ukończył filozofię na Uniwersytecie Karola w Pradze. W 1886 roku ufundował Seminarium Filologii Klasycznej (obecnie Zakład Filologii Klasycznej) na Uniwersytecie w Zagrzebiu, zostając jednocześnie jego pierwszym profesorem. Został wybrany na rektora w roku akademickim 1878/1879, a następnie pełnił funkcję prorektora. Do 1888 samodzielnie nauczał w nowo utworzonej jednostce,  między innymi prowadząc kursy języka łacińskiego i literatury łacińskiej. Został członkiem pełnym Jugosłowiańskiej Akademii Nauki i Sztuki w 1882.
Maixner poświęcił swoje prace głównie gramatyce, literaturze klasycznej i archeologii. Poświęcił się również studiom nad chorwacką literaturą po łacinie.

## Wybrane publikacje
1. Maixner, Franjo (1883) "Pastirski razgovori" u Katančićevih "Fructus auctumnales", Zagreb: Jugoslavenska akademija znanosti i umjetnosti
2. Maixner, Franjo (1884) Historija rimske književnosti, Zagreb : Jugoslavenska akademija znanosti i umjetnosti
3. Maixner, Franjo (1884) Prievodi Ranjine Dinka iz latinskih i grčkih klasika, Zagreb: Jugoslavenska akademija znanosti i umjetnosti
4. Maixner, Franjo (1885) Prievodi t. z. "disticha moralia Catonis" u hrvatskoj literaturi, Zagreb: Jugoslavenska akademija znanosti i umjetnosti, Zagreb: Jugoslavenska akademija znanosti i umjetnosti
5. Maixner, Franjo (1887) Starinske uredbe i običaji naroda rimskoga, Zagreb: Jugoslavenska akademija znanosti i umjetnosti
6. Maixner, Franjo (1887) Prinesci tumačenju nekih latinskih i grčkih napisa u kr. narodnom muzeju, Zagreb: Jugoslavenska akademija znanosti i umjetnosti
7. Maixner, Franjo (1888) O hrvatskom prievodu XV (XVI). Ovidijeve heroide "Paris Helenae" od Hanibala Lucića, Zagreb: Jugoslavenska akademija znanosti i umjetnosti
8. Maixner, Franjo (1889) Život i rad Rajmunda Kunića, Zagreb: Jugoslavenska akademija znanosti i umjetnosti[2]